# Gioventù araba del littorio

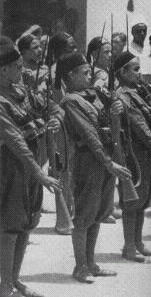
Membri della Gioventù Araba del Littorio in uniforme di parata

La Gioventù araba del littorio (in arabo  شباب الليتوريو العرب ‎?, Shabāb al-Līttūriw al-ʿArab, abbreviato in GAL) fu un'organizzazione fascista per i giovani arabi nella Libia italiana.